# Ніццький договір
Ні́ццький до́гові́р (англ. Treaty of Nice) — змінює окремі положення Маастрихтського договору (або Договору про Європейський Союз) і Римський договір (або Договір про заснування Європейської Спільноти, який до Маастрихтського договору був Договором про заснування Європейської економічної спільноти). Ніццький договір реформував інституційну структуру Європейського Союзу напередодні розширенню на схід, завдання, яке спочатку передбачалося виконати Амстердамському договору. 
Набуття чинності договору деякий час було під сумнівом після того, як його спочатку відхилили ірландські виборці на референдумі в червні 2001 року. Цей результат референдуму було скасовано на наступному референдумі, який відбувся трохи більше ніж через рік. 

## Прийняття
Ухвалили в грудні 2000 року на засіданні Європейської Ради в Ніцці; підписали 26 лютого 2001 року. Ніццький договір є результатом роботи міжурядової конференції, що відкрилася у лютому 2000 року, і завданням якої було підготувати європейські інституції до розширення.
В червні 2001 року в Ірландії на референдумі не був підтриманий. Через рік на повторному референдумі був підтриманий. І лише тоді отримав змогу бути потенційно прийнятим.

## Основні положення
Багато людей критикували Ніццький договір як помилковий компроміс. Німеччина вимагала, щоб її збільшення населення було відображено у більшій вазі голосів у Раді; цьому протистояла Франція, яка наполягала на збереженні символічного паритету між Францією та Німеччиною. Комісія запропонувала замінити стару систему зваженого голосування системою подвійної більшості, яка вимагала б, щоб ті, хто голосує за, представляли більшість як держав-членів, так і населення, щоб пропозиція була схвалена. Але це також було відхилено Францією з подібних причин. Було досягнуто компромісу, який передбачав подвійну більшість держав-членів і поданих голосів, і в якому держава-член могла за бажанням вимагати перевірки того, що країни, які голосували за, представляють достатню частку населення ЄС.
Договір передбачав збільшення після розширення кількості місць у Європейському парламенті до 732, що перевищувало обмеження, встановлене Амстердамським договором.
Питання про зменшення розміру Європейської комісії після розширення було певною мірою вирішено — Договір передбачав, що коли кількість держав-членів досягне 27, кількість членів Комісії, призначених у наступній Комісії, буде зменшено Радою до нижче 27, але фактично без уточнення мети цього скорочення. Як перехідний захід було зазначено, що після 1 січня 2005 року Німеччина, Франція, Сполучене Королівство, Італія та Іспанія відмовляться від свого другого члена.
Договір передбачав створення допоміжних судів нижче Суд Справедливости та Суду першої інстанції (нині Загальний суд) для розгляду спеціальних галузей права, таких як патенти.
Ніццький договір передбачав нові правила щодо тіснішої співпраці, а правила, запроваджені в Амстердамському договорі, вважаються нежиттєздатними. У відповідь на невдалі санкції проти Австрії після приходу до влади коаліції, включно з партією Йорга Гайдера, і побоювання щодо можливих майбутніх загроз стабільности нових держав-членів, які будуть прийняті в процесі розширення, Ніццький договір додав превентивний механізм до санкцій проти держави-члена, який був створений Амстердамським договором. 
Договір також містив положення щодо фінансових наслідків закінчення терміну дії Договору про Європейську спільноту з вугілля та сталі (ЄОВС) (Паризький договір 1951 року).
Окрім цього, велику увагу було приділено спрощенню договорів, розподілові повноважень, леґітимізації Хартії основних прав та визначенню ролі національних парламентів. До договору додається Декларація про майбутнє Союзу (Ніццька декларація), де визначено подальші кроки інституційної реформи.
Ніццький договір ратифікували всі держави-члени, і він набрав чинності 1 лютого 2003 року.

## Ірландські референдуми
Відповідно до чинних правил внесення змін до Договорів, Договори можуть бути змінені лише шляхом укладення нового Договору, який має бути ратифікований кожною з держав-членів для набрання ним чинности.
У всіх державах-членах ЄС Ніццький договір було ратифіковано за парламентською процедурою, за винятком Ірландії, де, після рішення верховного суду Ірландії у справі Кротті проти Ан Тайсіч, будь-які поправки, які призводять до передачі суверенітету Європейському Союзу, вимагають конституційної поправки. Зміни до Конституції Ірландії можуть бути внесені лише шляхом референдуму.

### Перший референдум
На подив ірландського уряду та інших держав-членів ЄС, ірландські виборці відхилили Ніццький договір у червні 2001 року. Сама явка була низькою (34%), частково через нездатність основних ірландських політичних партій провести потужну кампанію з цього питання, припускаючи, що ірландський електорат прийме Угоду, оскільки всі попередні подібні Угоди були прийняті великими більшості. Однак багато ірландських виборців критично поставилися до змісту Договору, вважаючи, що він маргіналізує менші держави. Інші поставили під сумнів вплив Договору на нейтралітет Ірландії. Інші секції вважали керівництво Союзу нерозбірливим і зарозумілим, а Договір пропонував сприйняту можливість «шокувати» європейське керівництво, змусивши його більше вислухати своїх критиків. (Подібний аргумент був наведений, коли Данія спочатку проголосувала проти Маастрихтського договору)

### Другий референдум
Ірландський уряд, отримавши від Європейської Ради Севільську декларацію про політику військового нейтралітету Ірландії, вирішив провести ще один референдум щодо Ніццького договору в суботу, 19 жовтня 2002 року. Дві важливі вимоги були включені до другої запропонованої поправки: одна вимагала згоди Дойл Ерен для посилення співпраці в рамках договору, а інша перешкоджала Ірландії приєднатися до будь-якої спільної оборонної політики ЄС. Голосування «за» було викликано масовою кампанією, яку проводили головні партії, громадянське суспільство та соціальні партнери, включно з агітацією та всіма засобами масової інформації такими поважними проєвропейськими діячами, як тодішній президент ЄП Пет Кокс, колишній президент Чехії Вацлав Гавела, колишнього президента Ірландії Патріка Гіллері та колишнього прем'єр-міністра Доктора Гаррета Фіцджеральда. Відомі кампанії громадянського суспільства на стороні Так включали Фіанну Файл, Фіне Гел, Лейбористську партію, Прогресивних демократів, Ірландський альянс за Європу на чолі з професором Бріґід Лаффан і Адріаном Ланґаном та Ірландія за Європу на чолі з Кіараном Толандом. На стороні Ні головними були кампанії Партії зелених, Шинн Фейн, Національної платформи Ентоні Кофлана, кампанії Джастіна Барретта «Ні Ніці» та Альянсу за мир і нейтралітет Роджера Коула. Результатом стало 60% голосів «за» при майже 50% явці.
На той час всі інші країни-члени ЄС ратифікували Договір. Ратифікація всіма сторонами була необхідна до кінця року, інакше термін дії Договору закінчився б.

## Оцінки
Прихильники Договору стверджували, що це було утилітарне пристосування до громіздких механізмів управління ЄС і необхідна оптимізація процесу прийняття рішень, необхідних для полегшення розширення ЄС до Центральної та Східної Європи. Вони стверджували, що договір був життєво важливим для інтеграції та майбутнього прогресу цих колишніх країн Східного блоку. Багато людей, які виступали за більший масштаб і силу проєкту ЄС, вважали, що він не зайшов достатньо далеко і що він у будь-якому випадку буде замінений майбутніми договорами. Прихильники розійшлися в думках щодо того, якою мірою розширення могло відбутися без Договору: одні стверджували, що на мапу поставлено саме майбутнє розширення Союзу — якщо не існування — тоді як інші стверджували, що розширення могло відбуватися законно — хоча й повільніше — без нього.
Противники Договору стверджували, що це був «технократичний», а не «демократичний» договір, який ще більше зменшить суверенітет національних і регіональних парламентів і ще більше зосередить владу в централізованій і непідзвітній бюрократії. Вони також стверджували, що п'ять держав-кандидатів могли приєднатися до ЄС, не змінюючи правил ЄС, а інші могли вести переговори на індивідуальній основі, що, на думку противників договору, було б на користь заявникам. Вони також стверджували, що Ніццький договір створить дворівневий ЄС, що може маргіналізувати Ірландію. Опоненти зазначали, що провідні політики, які виступають за угоду, визнали, що якби референдуми проводилися в інших країнах, окрім Ірландії, вони, ймовірно, також зазнали б поразки.

## Критика
Комісія та Європейський парламент були розчаровані тим, що міжурядова конференція (IGC) у Ніцці не прийняла багато їхніх пропозицій щодо реформування інституційної структури чи запровадження нових повноважень Спільноти, таких як призначення Європейського прокурора. Європейський парламент погрожував ухвалити резолюцію проти Договору; італійський парламент пригрозив, що не ратифікує його без підтримки першого. Однак зрештою цього не відбулося, і Європарламент схвалив Договір.
Багато хто стверджує, що базова структура, яку підтримував Договір, є надто складною; що окремі Договори мають бути об’єднані в один Договір; що три (тепер дві) окремі юридичні особи Спільноти мають бути об’єднані; і що Європейська Спільноти та Європейський Союз повинні бути об’єднані, при цьому Європейський Союз буде наділений правосуб’єктністю. Регіони Німеччини також вимагали більш чіткого відокремлення повноважень Союзу від держав-членів.
Ніццький договір також не торкався питання включення Хартії основних прав до Договору; це також було залишено для IGC 2004 після протидії Сполученого Королівства.

## Підписи
|            |         |                 |         |           |
| Бельгія    | Данія   | Фінляндія       | Франція | Греція    |
|            |         |                 |         |           |
| Португалія | Іспанія | Велика Британія | Швеція  | Німеччина |

Наприкінці січня 2020 року Сполучене Королівство вийшло з ЄС, і таким чином з цього договору теж.

## Хронологія
| Підписаний Діє з Документ      | 1948 Брюссельський договір                                         | 1951 1952 Паризький договір                                                       | 1954 1955 Поправки до Брюссельського договору                                     | 1957 1958 Римські договори                                                        | 1965 1967 Договір злиття                        | 1975 Н/Д Висновки Європейської ради             | 1985 Шенгенська угода                         | 1986 1987 Єдиний європейський акт             | 1992 1993 Маастрихтський договір              | 1992 1993 Маастрихтський договір | 1997 1999 Амстердамський договір | 2001 2003 Ніццький договір | 2007 2009 Лісабонська угода | 2007 2009 Лісабонська угода |  |  |  |  |  |  |  |
|                                |                                                                    |                                                                                   |                                                                                   |                                                                                   |                                                 |                                                 |                                               |                                               |                                               |                                  |                                  |                            |                             |                             |  |  |  |  |  |  |  |
| Підвалини Європейського Союзу: |                                                                    |                                                                                   |                                                                                   |                                                                                   |                                                 |                                                 |                                               |                                               |                                               |                                  |                                  |                            |                             |                             |  |  |  |  |  |  |  |
| Європейські спільноти          |                                                                    |                                                                                   |                                                                                   |                                                                                   |                                                 |                                                 |                                               |                                               |                                               |                                  |                                  |                            |                             |                             |  |  |  |  |  |  |  |
|                                | Європейська спільнота з атомної енергії (Євратом)                  |                                                                                   |                                                                                   |                                                                                   |                                                 |                                                 |                                               |                                               |                                               |                                  |                                  |                            |                             |                             |  |  |  |  |  |  |  |
|                                |                                                                    |                                                                                   | Європейська спільнота з вугілля та сталі (ЄСВС)                                   | Європейська спільнота з вугілля та сталі (ЄСВС)                                   | Європейська спільнота з вугілля та сталі (ЄСВС) | Європейська спільнота з вугілля та сталі (ЄСВС) | Термін дії договору минув у 2002 р.           | Термін дії договору минув у 2002 р.           | Термін дії договору минув у 2002 р.           |                                  | Європейський Союз (ЄС)           | Європейський Союз (ЄС)     |                             |                             |  |  |  |  |  |  |  |
|                                |                                                                    |                                                                                   | Європейська економічна спільнота (ЄЕС)                                            |                                                                                   |                                                 |                                                 |                                               |                                               |                                               |                                  | Європейський Союз (ЄС)           | Європейський Союз (ЄС)     |                             |                             |  |  |  |  |  |  |  |
|                                |                                                                    |                                                                                   |                                                                                   | Шенгенська угода                                                                  |                                                 |                                                 | Європейська спільнота (ЄС)                    | Європейська спільнота (ЄС)                    |                                               |                                  | Європейський Союз (ЄС)           | Європейський Союз (ЄС)     |                             |                             |  |  |  |  |  |  |  |
|                                |                                                                    | Співробітництво TREVI (тероризм, радикалізм, екстремізм та міжнародне насильство) | Співробітництво TREVI (тероризм, радикалізм, екстремізм та міжнародне насильство) | Співробітництво TREVI (тероризм, радикалізм, екстремізм та міжнародне насильство) | Правосуддя та внутрішні справи                  |                                                 | Європейська спільнота (ЄС)                    | Європейська спільнота (ЄС)                    |                                               |                                  | Європейський Союз (ЄС)           | Європейський Союз (ЄС)     |                             |                             |  |  |  |  |  |  |  |
|                                | Співробітництво між поліцією та правосуддям у кримінальних справах | Співробітництво TREVI (тероризм, радикалізм, екстремізм та міжнародне насильство) | Співробітництво TREVI (тероризм, радикалізм, екстремізм та міжнародне насильство) | Співробітництво TREVI (тероризм, радикалізм, екстремізм та міжнародне насильство) | Правосуддя та внутрішні справи                  |                                                 |                                               |                                               |                                               |                                  | Європейський Союз (ЄС)           | Європейський Союз (ЄС)     |                             |                             |  |  |  |  |  |  |  |
|                                |                                                                    |                                                                                   |                                                                                   |                                                                                   | Європейська політична співпраця                 | Спільна зовнішня та безпекова політика (СЗБП)   | Спільна зовнішня та безпекова політика (СЗБП) | Спільна зовнішня та безпекова політика (СЗБП) | Спільна зовнішня та безпекова політика (СЗБП) |                                  | Європейський Союз (ЄС)           | Європейський Союз (ЄС)     |                             |                             |  |  |  |  |  |  |  |
| Неконсолідовані органи         | Неконсолідовані органи                                             | Західноєвропейський союз (ЗЄС)                                                    | Західноєвропейський союз (ЗЄС)                                                    | Західноєвропейський союз (ЗЄС)                                                    | Західноєвропейський союз (ЗЄС)                  | Західноєвропейський союз (ЗЄС)                  | Західноєвропейський союз (ЗЄС)                |                                               |                                               |                                  |                                  | Європейський Союз (ЄС)     |                             |                             |  |  |  |  |  |  |  |
| Неконсолідовані органи         | Неконсолідовані органи                                             | Західноєвропейський союз (ЗЄС)                                                    | Західноєвропейський союз (ЗЄС)                                                    | Західноєвропейський союз (ЗЄС)                                                    | Західноєвропейський союз (ЗЄС)                  | Західноєвропейський союз (ЗЄС)                  | Західноєвропейський союз (ЗЄС)                | Припинив існування у 2011 р.                  |                                               |                                  |                                  |                            |                             |                             |  |  |  |  |  |  |  |
|                                |                                                                    |                                                                                   |                                                                                   |                                                                                   |                                                 |                                                 |                                               |                                               |                                               |                                  |                                  |                            |                             |                             |  |  |  |  |  |  |  |